# Oxylobium carinatum
Oxylobium carinatum är en ärtväxtart som först beskrevs av Meissner, och fick sitt nu gällande namn av George Bentham. Oxylobium carinatum ingår i släktet Oxylobium och familjen ärtväxter. Inga underarter finns listade i Catalogue of Life.